# Tarde de toros
Tarde de toros es una película española de 1956 dirigida por Ladislao Vajda ambientada en el mundo de la tauromaquia.
Proyectada en el Festival de Cannes en 1956, fue seleccionada para mejor película extranjera en la 29.ª edición de los Premios Óscar.

## Argumento
En la Plaza de toros de Las Ventas de Madrid se desarrollan varias historias paralelas: el veterano torero Ricardo Puente abandona a su amante Paloma; el triunfador Juan Carmona tiene una leve cogida cuando se entera de que su mujer Isabel está embarazada; Rondeño II logra superar su miedo a los toros y también a comprometerse con su novia Ana María; finalmente, el ingenuo y espontáneo Manolo se lanza al ruedo y sufre una herida mortal.

## Reparto
- Domingo Ortega es Ricardo Puente.
- María Asquerino es Paloma.
- Antonio Bienvenida es Juan Carmona.
- Marisa Prado es Isabel.
- Enrique Vera es Rondeño II.
- Encarnita Fuentes es Ana María.
- Jorge Vico es Manolo.
- Jacqueline Pierreux es Actriz extranjera.

## Producción
Tras el éxito internacional de Marcelino, pan y vino la productora Chamartín y el director Ladislao Vajda volvieron a trabajar juntos para hacer esta película a medio camino entre el documental y la ficción donde destaca la fotografía en technicolor de Enrique Guerner.

## Premios
Decimosegunda edición de las Medallas del Círculo de Escritores Cinematográficos
| Categoría                 | Película                                | Resultado |
| ------------------------- | --------------------------------------- | --------- |
| Mejor película            | Tarde de toros                          | Ganadora  |
| Mejor director            | Ladislao Vajda                          | Ganador   |
| Mejor guion               | Julio Coll Manuel Tamayo José Santugini | Ganador   |
| Mejor fotografía en color | Enrique Guerner                         | Ganador   |